# 藤川心優
藤川 心優（ふじかわ みゆ、2004年〈平成16年〉 - ）は、日本の女性タレント、アイドル、女優。大阪府出身。舞夢プロ所属。

## 人物
趣味は読書。
特技はピアノ、エレクトーン、日舞、バドミントン。
所有している資格は、日本習字8段、ヤマハピアノ演奏グレード6級、英検2級、漢検3級。

## 出演

### テレビドラマ
- 宮沢賢治の食卓（2017年、WOWOW） - 菅原イク 役
- やじ×きた 元祖・東海道中膝栗毛（2019年、BSテレ東） - 小夜（少女時代） 役
- 閻魔堂沙羅の推理奇譚 第3・4回（2020年11月14・21日、NHK総合） - 内山静香 役
- 連続テレビ小説 おちょやん（2021年、NHK総合） - 静子役の女優・島田しょうこ 役
- 大岡越前6 第2回（2022年5月20日、NHK BSプレミアム） - おくに 役

### 映画
- よしもと新喜劇映画　商店街戦争～SUCHICO～(2016年)
- やまない雨はない(2017年)
- 親のお金は誰のもの 法定相続人(2023年） - 水谷渚 役